# Santuário de Nossa Senhora da Europa

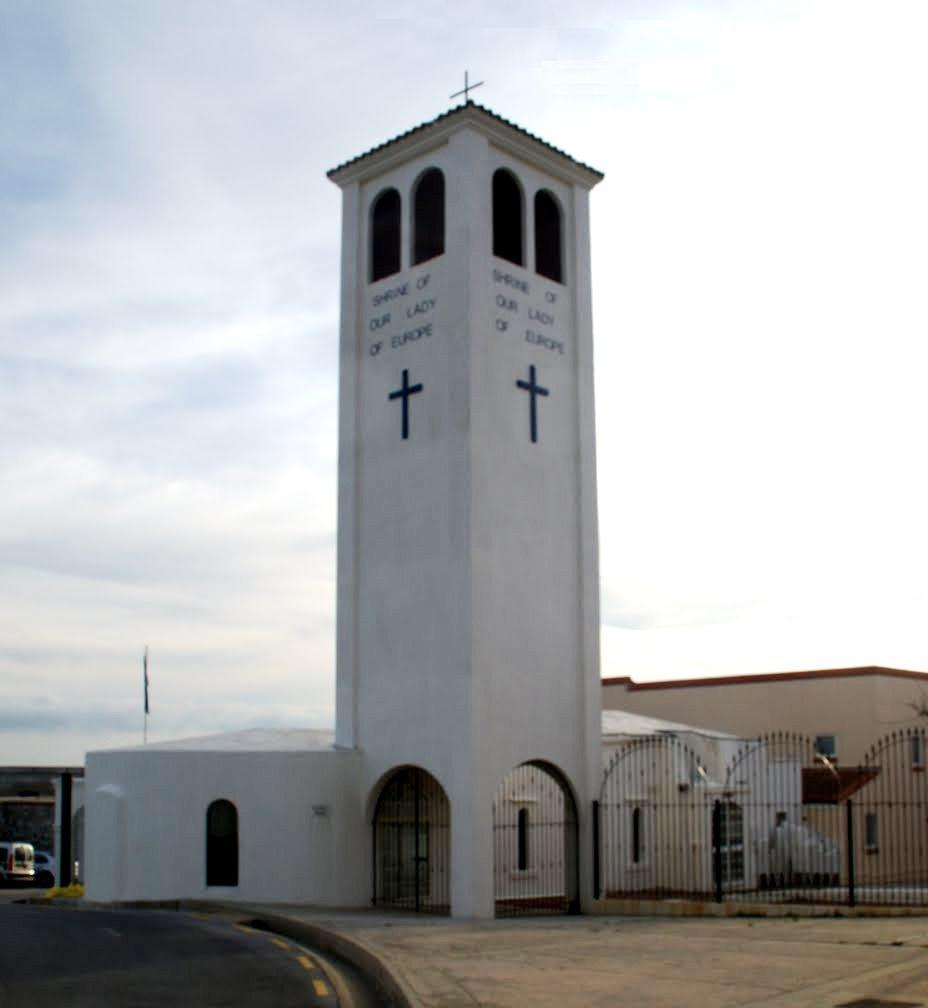
Santuário de Nossa Senhora da Europa

O Santuário de Nossa Senhora da Europa é uma igreja paroquial católica romana e santuário nacional de Gibraltar localizado em Ponta Europa. A igreja é dedicada a Nossa Senhora da Europa, a padroeira católica de Gibraltar.
Pertence à Rede Mariana Europeia, que liga vinte santuários marianos na Europa (tanto quanto o número de dezenas do Rosário).

## História

### O período espanhol
No início do século XIV, durante o período mouro da vila, foi erguida uma pequena mesquita na Ponta Europa. Sabe-se que durante o primeiro período espanhol (1309-1333) a mesquita foi transformada em um santuário cristão.
Em 20 de agosto de 1462, no dia da festa de São Bernardo de Claraval, os espanhóis reconquistaram Gibraltar dos mouros. Eles converteram novamente a pequena mesquita em Ponta Europa em um santuário cristão em honra de Nossa Senhora como Padroeira da Europa ( em castelhano:  Ermita de la Virgen de Europa ), com a devota intenção de consagrar a Deus, por meio de Maria, todo o continente, desde um lugar de oração e adoração no seu ponto mais meridional.
Eles construíram uma grande capela em ângulo reto com a parede leste da mesquita e toda a área se tornou o Santuário de Nossa Senhora da Europa. Uma estátua da Virgem com o Menino foi instalada neste santuário no século XV. A estátua era bem pequena, com apenas sessenta centímetros de altura, esculpida em madeira e policromada em vermelho real, azul e dourado. A Virgem estava sentada numa cadeira simples, com o Menino Jesus no colo. Ambos foram coroados e a Virgem segurava na mão direita um cetro com três flores denotando Amor, Verdade e Justiça. O santuário prosperou em fama e popularidade por mais de dois séculos. Os navios que passavam pelo Estreito de Gibraltar saudavam Nossa Senhora quando passavam pela Ponta Europa e os marinheiros muitas vezes desembarcavam com presentes para o santuário. Eles providenciaram um suprimento constante de óleo para que uma luz pudesse ser mantida acesa não apenas na frente da imagem, mas também na torre. Portanto, a luz continuou acesa na torre acima da capela foi o primeiro farol de Gibraltar.
No século XVI, as costas mediterrâneas da Espanha foram alvo dos piratas berberes. Em 1545, Gibraltar foi atacada e saqueada por um tenente de Barbarossa, Hali Hamat. O santuário foi saqueado e todos os seus valores foram roubados, mas a estátua da Virgem com o Menino foi respeitada. O santuário se recuperou e foi protegido por novas muralhas, erigidas por Filipe II. Novos presentes notáveis foram recebidos, como uma lâmpada de prata, dada em 1568 por Giovanni Andrea Doria, filho do grande almirante genovês Andrea Doria, e duas enormes lâmpadas de prata apresentadas por João da Áustria, após sua vitória na Batalha de Lepanto (1571).

### O período britânico

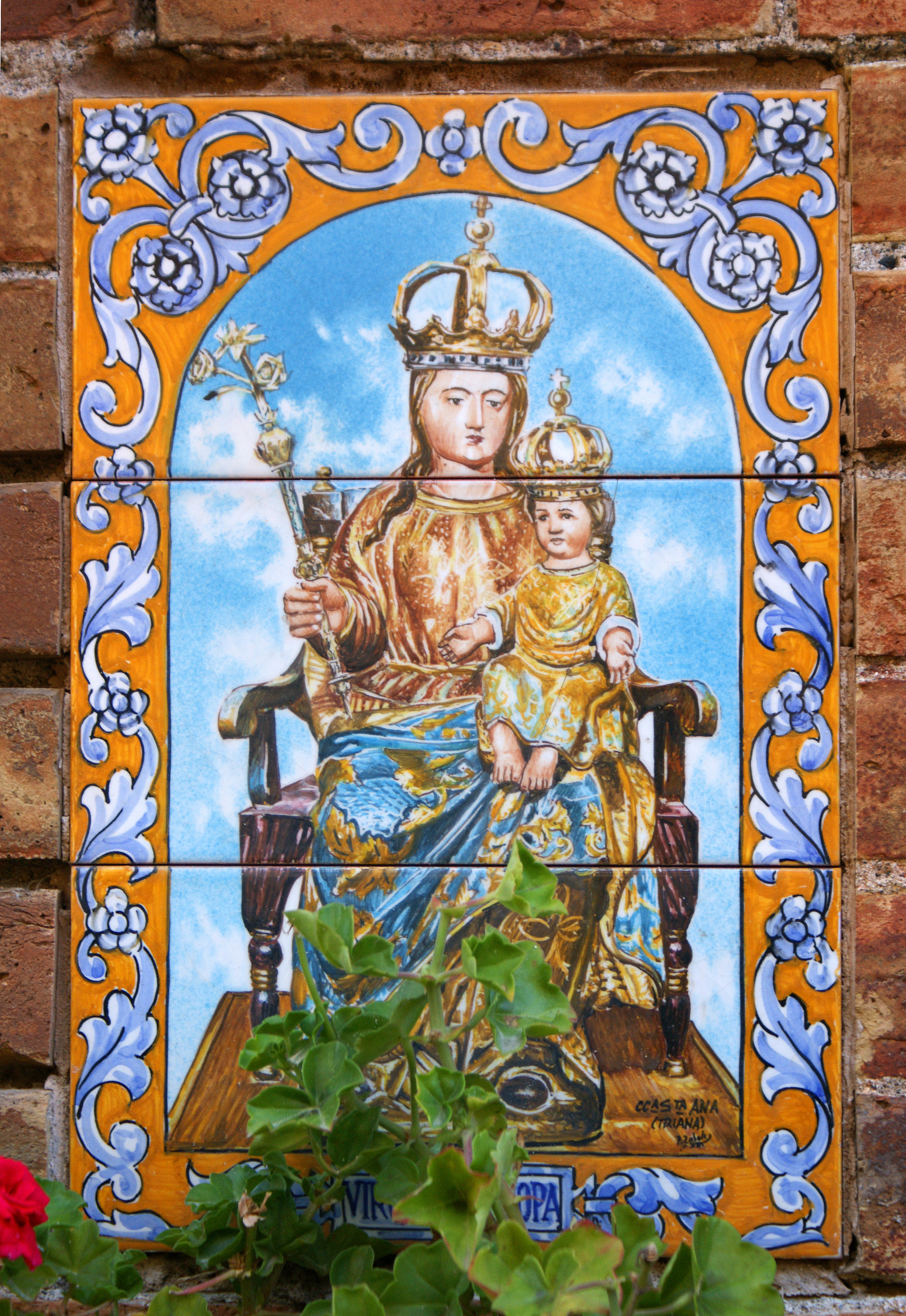
Placas de Gibraltar - Nossa Senhora da Europa, Gibraltar.

Após o bombardeio francês em 1693, o próximo ataque ao santuário ocorreu em agosto de 1704, quando a cidade foi capturada por uma frota principalmente anglo-holandesa em nome do pretendente à coroa espanhola, o arquiduque Carlos. Quando o bombardeio da cidade começou, a maioria das mulheres e crianças de Gibraltar foi evacuada para o santuário liderada por vários sacerdotes. Parte das tropas do capitão Edward Whitaker, que havia desembarcado em Rosia Bay, dirigiu-se ao santuário e capturou as mulheres. Eles também saquearam:
Algumas mulheres foram mortas em um tiroteio antes que os soldados tomassem o santuário, mas não sofreram mais abusos quando o santuário foi saqueado. A cabeça da estátua da Virgem e o menino Jesus foram quebrados. Uma vez quebrados, os restos foram jogados no estreito desembarcando entre as rochas abaixo. No entanto, como a estátua era de madeira, os restos flutuaram na Baía de Gibraltar, onde foram encontrados por um pescador, que mais tarde os entregou a Juan Romero de Figueroa, o padre responsável pela paróquia de Santa Maria Coroada. Romero de Figueroa permaneceu na cidade mesmo quando a maioria da população deixou Gibraltar após a captura da cidade e acabou levando os restos da estátua para Algeciras para custódia, um dos lugares onde os antigos habitantes espanhóis de Gibraltar se estabeleceram. A estátua foi alojada numa pequena capela dedicada a São Bernardo, que mais tarde foi renomeada para Capela de Nossa Senhora da Europa.
Na época da captura de Gibraltar pela frota anglo-holandesa, o santuário, como todos os outros locais de culto católico em Gibraltar, exceto a Igreja de Santa Maria Coroada (agora catedral católica romana de Gibraltar), foi profanado e deixou de ser ser usado, mas tomado para uso militar. Ele também sofreu grandes danos durante o Grande Cerco de Gibraltar e posteriormente demolido com um novo reconstruído no mesmo local nos anos seguintes.
No início da década de 1860, o Vigário Apostólico de Gibraltar, João Batista Scandella, solicitou a devolução da estátua original de Algeciras. Foi finalmente devolvido a Gibraltar em 1864. Como o Santuário de Nossa Senhora da Europa permaneceu em mãos militares, a estátua foi colocada provisoriamente em uma nova capela erguida ao longo da Estrada do Engenheiro. A nova capela incluía um altar de mármore doado posteriormente pelo Papa Pio IX. Durante a Segunda Guerra Mundial, a estátua foi devolvida à Catedral para custódia. Após a guerra, a estátua foi novamente realocada, desta vez para a Igreja Paroquial de São José, a igreja mais próxima de Ponta Europa.
O edifício erguido no local do antigo Santuário de Nossa Senhora da Europa permaneceu propriedade do Ministério da Defesa até 1961. Tinha sido um depósito do exército para óleo e caixas de embalagem. Desde 1928 era usado como biblioteca para a guarnição, mas com a eclosão da Segunda Guerra Mundial, foi devolvido a um depósito. Em 1959, as autoridades militares, que começaram a retirar muitas instalações militares em Gibraltar, notaram que não era mais necessário e decidiram demoli-la. No entanto, isso nunca aconteceu e devido aos esforços do bispo John Healy foi cedido à Diocese em 17 de outubro de 1961, em uma cerimônia privada. As obras de restauração começaram em 1962. Pela primeira vez em 258 anos, uma missa foi celebrada no Santuário em 28 de setembro de 1962. A estátua foi finalmente transferida em procissão pública da Igreja Paroquial de São José para o Santuário em 7 de outubro de 1967. No início da década de 1970, o prédio passou por mudanças. A imagem de Nossa Senhora permanece no Santuário até hoje. em 1997, o santuário foi reconstruído e a estátua restaurada.

## Anos recentes

### Aprovação papal
Em 1979, o Papa João Paulo II aprovou oficialmente o título de Nossa Senhora da Europa como Padroeira de Gibraltar e, posteriormente, o santuário foi restaurado.

### Jubileu
Por ocasião do 700º aniversário da devoção a Nossa Senhora da Europa, o santuário recebeu a Rosa de Ouro, um raro presente dado pelo Papa Bento XVI em maio de 2009.